# 火の鳥 (冨田勲のアルバム)
『火の鳥』（ひのとり）は、冨田勲のシンセサイザー音楽としての3作目のアルバムである。日本では1975年9月5日に発売された。

## 概要
ピアノ曲を題材とした前2作に続いて、初めて管弦楽用の曲をシンセサイザー音楽化した作品。1976年3月20日付けのビルボード（クラシカル・チャート）で5位にランキングされた。
制作に際して、それまで使用していたモーグIIIに加え、当時としては最新型のモーグ55を導入している。
日本でのリリース時のレコードジャケットの絵は手塚治虫による。

## 収録曲目
演奏時間は1986年にリリースされたCD (R32C-1042) を踏襲している。

### A面
ストラヴィンスキー=冨田
バレエ組曲「火の鳥」
1. イントロダクション (3:28)

2. 火の鳥とその踊り (0:14)

3. 火の鳥のヴァリエーション (1:19)

4. 王女たちのロンド (7:10)

5. カスチェイ王の魔の踊り (4:10)

6. 子守歌 (4:10)

7. フィナーレ (3:20)

### B面
ドビュッシー=冨田
8. 牧神の午後への前奏曲 (10:16)
ムソルグスキー=冨田
9. 交響詩「はげ山の一夜」(12:44)